# أنطونيو أديبي
أنطونيو أديبي (بالإسبانية: Antonio Adipe)‏ (مواليد 24 أبريل 1912) هو ملاكم أوروغواياني، مثّل بلاده في الألعاب الأولمبية الصيفية 1936.

## روابط خارجية
أنطونيو أديبي على موقع أوليمبيديا (الإنجليزية)